# Laurent Garnier
Laurent Garnier (Boulogne-Billancourt, 1966. február 1. –), ismertebb nevén Choice francia elektronikus zenei producer és DJ. Garnier az 1980-as évek végén kezdett lemezlovasként tevékenykedni Manchesterben. Az 1990-es évek elején lett zenei producer, és több albumot is rögzített.

## Részleges diszkográfia
- Shot in the Dark (1994)
- 30 (1997)
- Early Works (1998)
- Unreasonable Behaviour (2000)
- My Excess Luggage (2003)
- The Cloud Making Machine (2005)
- Tales of a Kleptomaniac (2009)
- La Home Box (2015)